# Moira Walley-Beckett
Pour les articles homonymes, voir Walley.
Moira Walley-Beckett, née au Canada, est une scénariste, productrice et actrice canadienne.
Elle est principalement connue pour son travail sur la série télévisée Breaking Bad. Elle est également la créatrice de la série Flesh and Bone, diffusée en 2015 et de Anne, diffusée depuis 2017.

## Biographie
Entre 2009 et 2013, Moira Walley-Beckett écrit le scénario de neuf épisodes (dont trois en tant que co-scénariste) de la série télévisée américaine Breaking Bad, notamment Seul au monde (Ozymandias), l'antépénultième épisode de la cinquième et dernière saison, souvent considéré comme le meilleur épisode de la série, voire parfois comme le meilleur épisode toutes séries télévisées confondues,,,,. Elle fait d'ailleurs une brève apparition dans cet épisode, jouant le rôle d'une cliente de la station de lavage de Walter White. Elle est également la showrunneuse de la série qui sortira avec Prime Video basé sur la série de livre Fourth Wing (en anglais la série de livre s'appelle "The Empyrean").

## Filmographie

### Scénariste
- 2008 : Eli Stone (1 épisode)
- 2009-2013 : Breaking Bad (9 épisodes)
- 2011-2012 : Pan Am (3 épisodes)
- 2015 : Flesh and Bone (créatrice, 8 épisodes)
- depuis 2017 : Anne (créatrice, 17 épisodes)

### Actrice
- 1984 : Secrets of a Married Man : Angela
- 1984 : Runaway : L'Évadé du futur : une joggeuse
- 1985 : Consenting Adult : Sue Wister
- 1986 : Cap Danger : Marti (1 épisode)
- 1987 : 21 Jump Street : Cindy (1 épisode)
- 1987 : The Gunfighters : Lorna
- 1987 : Les Nouvelles Aventures de Beans Baxter : une femme du harem (1 épisode)
- 1988 : MacGyver : Karen Miller (1 épisode)
- 1988 : Paire d'as (1 épisode)
- 1988 : Un flic dans la mafia : la jolie femme (1 épisode)
- 1988-1990 : The Beachcombers : Dr Ann Shirley (3 épisodes)
- 1989 : La loi est la loi : Rachel Barnes (1 épisode)
- 1990 : Descente vers l'enfer : Pamela Hayes
- 1991-1992 : Un privé sous les tropiques : Janice (2 épisodes)
- 1992 : Highlander : Natalie Ward (1 épisode)
- 1996 : Diagnostic : Meurtre : Sheila Alcott (1 épisode)
- 1997 : Le Caméléon : Karen Michaels (1 épisode)
- 1997 : Chicago Hope : La Vie à tout prix : Sheila Heaps (1 épisode)
- 1997 : The Rockford Files
- 1998 : Mike Hammer : Lila B. (2 épisodes)
- 1999 : Urgences : Andrea Brodoff (1 épisode)
- 1999 : Two Eleven : Drew Taylor
- 2000 : Sept jours pour agir : Dr Krista Henderson (1 épisode)
- 2000 : Cœurs rebelles : Dr Stephanie Burke (4 épisodes)
- 2000 : The Practice : Bobby Donnell et Associés : Hillary Engel (1 épisode)
- 2001 : New York Police Blues : Lisa Derkos (1 épisode)
- 2002 : Philly : Louise Carpenter
- 2013 : Breaking Bad : une cliente de la station de lavage (1 épisode)

### Productrice
- 2010-2013 : Breaking Bad (39 épisodes)
- 2011-2012 : Pan Am (9 épisodes)
- 2015 : Flesh and Bone (productrice déléguée)

## Prix et nominations
- 2014 : Primetime Emmy Award du meilleur scénario pour une série télévisée dramatique pour l'épisode Seul au monde de la série Breaking Bad.